# Вторая лига Казахстана по футболу 2011
10-е первенство Казахстана по футболу среди клубов Второй лиги, в финальном этапе которого приняли участие 9 команд. Соревнование имело любительский статус.
Турнир проходил в 2 этапа с апреля по 11 октября 2011 года. На предварительном этапе команды были разделены на региональные зоны. Затем лучшие клубы сыграли в финальном этапе, где они сначала были разделены на 2 группы, а потом играли по системе плэй-офф. Победитель турнира впервые получил право представлять Казахстан в Кубке регионов УЕФА.

## Предварительный этап
| Зона     | Дата проведения | Место    | Квалифицированы                                                                                 |
| -------- | --------------- | -------- | ----------------------------------------------------------------------------------------------- |
| «Юг»     | Май             | Тараз    | «Альтаис» (Тараз), «Тарлан»-2 (Шымкент), СДЮСШ №7 (Шымкент)                                     |
| «Восток» | 22—27 июня      | Семей    | «Трактор» (Павлодар), НСК (Семей), «Меркурий-Строитель» (Усть-Каменогорск), «Кэш-Трейд» (Семей) |
| «Север»  | 17—24 июля      | Кокшетау | ? (Кокшетау)                                                                                    |
| «Запад»  | 21—28 августа   | Атырау   | «Тайпак» (Уральск), «Горняк» (Хромтау), ? (Атырау)                                              |
| «Центр»  | 18—25 сентября  | Сарань   | ?                                                                                               |
| «Алматы» | Апрель—сентябрь | Алма-Ата | «Каспи-Банк» (Алма-Ата)                                                                         |

Источник: Думан Балыкбаев. Победитель Второй лиги примет участие в еврокубках. sports.kz (27 июня 2011). Дата обращения: 31 октября 2020.

## Финальный этап
Финальный этап первенства Казахстана среди команд Второй лиги с участием 9 клубов (из 12 заявленных) прошёл с 5 по 11 октября в Семее. Клубы из Атырау и Кокшетау на финальный этап не приехали. А команда «Тарлан»-2 была исключена из списка участников из-за заявленных игроков-профессионалов, которые в тот год были игроками клуба «Гефест».

### Группа А
| М | Команда                                 | И | В | Н | П | Мячи   | ±   | О  | Примечания |
| - | --------------------------------------- | - | - | - | - | ------ | --- | -- | ---------- |
| 1 | «Меркурий-Строитель» (Усть-Каменогорск) | 4 | 3 | 1 | 0 | 12 − 2 | +10 | 10 |            |
| 2 | СДЮСШ №7 (Шымкент)                      | 4 | 3 | 0 | 1 | 10 − 4 | +6  | 9  |            |
| 3 | «Альтаис» (Тараз)                       | 4 | 1 | 1 | 2 | 7 − 7  | 0   | 4  |            |
| 4 | «Горняк» (Хромтау)                      | 4 | 1 | 0 | 3 | 9 − 13 | −4  | 3  |            |
| 5 | «Кэш-Трейд» (Семей)                     | 4 | 1 | 0 | 3 | 6 − 18 | −12 | 3  |            |

И — игры, В — выигрыши, Н — ничьи, П — проигрыши, Мячи — забитые и пропущенные голы, ± — разница голов, О — очки

| 5.11.2011 | «Альтаис» (Тараз)                       | 2 - 3 | «Кэш-Трейд» (Семей)                     |
| 5.11.2011 | «Меркурий-Строитель» (Усть-Каменогорск) | 2 - 1 | СДЮСШ №7 (Шымкент)                      |
| 6.11.2011 | «Меркурий-Строитель» (Усть-Каменогорск) | 7 - 0 | «Горняк» (Хромтау)                      |
| 6.11.2011 | «Кэш-Трейд» (Семей)                     | 2 - 6 | СДЮСШ №7 (Шымкент)                      |
| 7.11.2011 | «Альтаис» (Тараз)                       | 4 - 1 | «Горняк» (Хромтау)                      |
| 7.11.2011 | «Меркурий-Строитель» (Усть-Каменогорск) | 2 - 0 | «Кэш-Трейд» (Семей)                     |
| 8.11.2011 | «Альтаис» (Тараз)                       | 0 - 2 | СДЮСШ №7 (Шымкент)                      |
| 8.11.2011 | «Горняк» (Хромтау)                      | 8 - 1 | «Кэш-Трейд» (Семей)                     |
| 9.11.2011 | «Горняк» (Хромтау)                      | 0 - 1 | СДЮСШ №7 (Шымкент)                      |
| 9.11.2011 | «Альтаис» (Тараз)                       | 1 - 1 | «Меркурий-Строитель» (Усть-Каменогорск) |

### Группа Б
| М | Команда                 | И | В | Н | П | Мячи  | ±  | О | Примечания |
| - | ----------------------- | - | - | - | - | ----- | -- | - | ---------- |
| 1 | «Трактор» (Павлодар)    | 3 | 3 | 0 | 0 | 5 − 1 | +4 | 9 |            |
| 2 | «Тайпак» (Уральск)      | 3 | 2 | 0 | 1 | 2 − 2 | 0  | 6 |            |
| 3 | «Каспи-Банк» (Алма-Ата) | 3 | 1 | 0 | 2 | 2 − 2 | 0  | 3 |            |
| 4 | НСК (Семей)             | 3 | 0 | 0 | 3 | 1 − 5 | −4 | 0 |            |

И — игры, В — выигрыши, Н — ничьи, П — проигрыши, Мячи — забитые и пропущенные голы, ± — разница голов, О — очки

| 5.11.2011 | «Трактор» (Павлодар) | 1 - 0 | «Каспи-Банк» (Алма-Ата) |
| 6.11.2011 | НСК (Семей)          | 0 - 2 | «Каспи-Банк» (Алма-Ата) |
| 7.11.2011 | «Тайпак» (Уральск)   | 1 - 0 | «Каспи-Банк» (Алма-Ата) |
| 7.11.2011 | НСК (Семей)          | 1 - 2 | «Трактор» (Павлодар)    |
| 8.11.2011 | «Тайпак» (Уральск)   | 0 - 2 | «Трактор» (Павлодар)    |
| 9.11.2011 | НСК (Семей)          | 0 - 1 | «Тайпак» (Уральск)      |

### Матч за 7-8-е места
10.10.2011. НСК (Семей) 1 - 8  «Горняк» (Хромтау)

### Матч за 5-6-е места
10.10.2011. «Альтаис» (Тараз) 3 - 0 «Каспи-Банк» (Алма-Ата)

### 1/2 финала
10.10.2011. «Меркурий-Строитель» (Усть-Каменогорск) 0 - 3 «Тайпак» (Уральск)

10.10.2011. «Трактор» (Павлодар) 2 - 0 СДЮСШ №7 (Шымкент)

### Матч за 3-4-е места
11.10.2011. «Тайпак» (Уральск) 3 - 1 СДЮСШ №7 (Шымкент)

### Финал
11.10.2011. «Меркурий-Строитель» (Усть-Каменогорск) 2 - 1 «Трактор» (Павлодар)
| \| М \| Команда \| \| - \| --------------------------------------- \| \| \| «Меркурий-Строитель» (Усть-Каменогорск) \| \| \| «Трактор» (Павлодар) \| \| \| «Тайпак» (Уральск) \| \| 4 \| СДЮСШ №7 (Шымкент) \| \| 5 \| Альтаис» (Тараз) \| \| 6 \| «Каспи-Банк» (Алма-Ата) \| \| 7 \| «Горняк» (Хромтау) \| \| 8 \| НСК (Семей) \| \| 9 \| «Кэш-Трейд» (Семей) \| | Лучший вратарь — Андрей Ярославцев («Меркурий-Строитель») Лучший защитник — Нуржан Шингалиев («Тайпак») Лучший полузащитник — Виктор Радионов («Трактор») Нападающий-бомбардир — Евгений Авдеев («Горняк») — 7 мячей |
| М | Команда |
| | «Меркурий-Строитель» (Усть-Каменогорск) |
| | «Трактор» (Павлодар) |
| | «Тайпак» (Уральск) |
| 4 | СДЮСШ №7 (Шымкент) |
| 5 | Альтаис» (Тараз) |
| 6 | «Каспи-Банк» (Алма-Ата) |
| 7 | «Горняк» (Хромтау) |
| 8 | НСК (Семей) |
| 9 | «Кэш-Трейд» (Семей) |